# Megalan Network
„Megalan Network“ е българска телекомуникационна компания, създадена през 1998 г.
Основната дейност е предоставяне на свързаност към Интернет на крайни потребители. Фирмата е един от най-големите LAN доставчици в София.

## История
Фирмата започва дейността си в Студентския град в София, предлагайки LAN достъп. Постепенно разширява мрежата си чрез изкупуване на други мрежови доставчици и собствени инвестиции в мрежово оборудване и окабеляване.
По данни от фирмата към септември 2008 г. тя има над 40 хил. потребители в София. През 2010 г. „Мегалан Нетуърк“ ООД наброява над 55 хил. крайни клиенти на интернет.
От 2009 г. Мегалан Нетуърк ООД предоставя и цифрова телевизия по своите изградени оптични и медни трасета.
В края на 2010 г. е придобита заедно със Spectrum Net от най-големия мобилен оператор в България – Мобилтел.
В началото на 2012 г. компанията е изцяло влята в Mtel.